# Paper absorbent

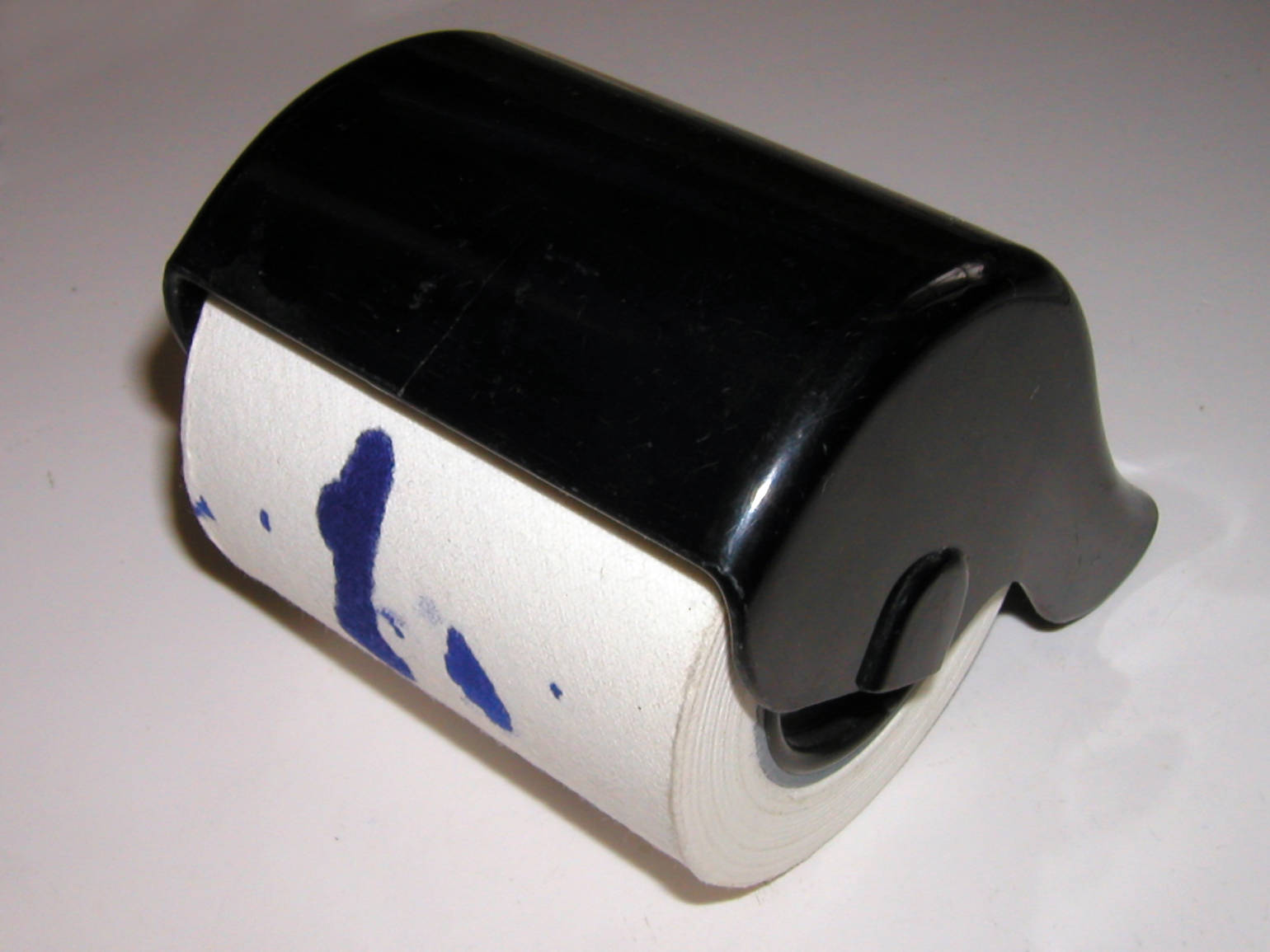
Paper absorbent en un rotllo

El paper absorbent, de vegades anomenat simplement absorbent, és un tipus de paper que s'utilitza per absorbir un excés de substàncies líquides (per exemple, tinta o petroli) de la superfície del paper d'escriptura o d'altres objectes. També se sol utilitzar com una eina de bellesa per absorbir l'excés d'oli de la pell.

## Fabricació
El paper absorbent es fabrica amb diversos materials de diferent gruix, suavitat, etc., depenent de l'aplicació. Es fa sovint a partir de cotó i fabricat amb una màquina de paper especial.

## Aplicacions

### Anàlisis químiques
El paper absorbent s'utilitza també per a la cromatografia, especialment en anàlisi química com a fase estacionària en la cromatografia de capa fina. El paper està fet de cotó supernet.

### Drogues
Certes drogues, sobretot l'LSD, es distribueixen en paper absorbent. Una solució líquida de la droga s'aplica al paper absorbent, que normalment està perforat en dosis individuals i artísticament decorat.

### Escriptura
El paper absorbent és força necessari quan s'utilitza plomí i, fins i tot quan s'utilitza ploma estilogràfica, substituint el que es feia antigament empolvorant sorra absorbent sobre la tinta humida. El primer esment del paper absorbent en anglès va ser al segle xv, i existeixen diverses tradicions que es disputen l'invent.

## Trama detectivesca
Quan s'utilitza per assecar la tinta d'escrits, l'escriptura pot aparèixer en sentit invers sobre la superfície del paper absorbent, un fenomen que ha estat utilitzat com a trama en un nombre no negligible d'històries de detectius.

## Blotter Galeries d'Art
- Blotterart.co.uk  Arxivat 2009-04-01 a Wayback Machine.
- Tripatourium.com Arxivat 2012-03-01 a Wayback Machine.
- ShakedownGallery.com